# Samuel Gouet
Samuel Yves Oum Gouet (Ayos, 14 december 1997) is een Kameroens voetballer die sinds 2023 uitkomt voor Yverdon-Sport FC.

## Clubcarrière
Gouet maakte in 2017 de overstap van APEJES Academy naar SC Rheindorf Altach, waar hij vier seizoenen lang een vaste waarde was. In juni 2021 ondertekende hij een contract voor drie seizoenen met optie op een extra seizoen bij de Belgische eersteklasser KV Mechelen. Ook onder andere Standard Luik en Angers SCO toonden interesse in hem.

## Statistieken
| Seizoen         | Club                | Competitie      | Competitie | Competitie | Play-offs | Play-offs | Beker | Beker | Totaal | Totaal |
| Seizoen         | Club                | Competitie      | Wed.       | Dlp.       | Wed.      | Dlp.      | Wed.  | Dlp.  | Wed.   | Dlp.   |
| --------------- | ------------------- | --------------- | ---------- | ---------- | --------- | --------- | ----- | ----- | ------ | ------ |
| 2017/18         | SC Rheindorf Altach | Bundesliga      | 14         | 1          | —         | —         | 0     | 0     | 14     | 1      |
| 2018/19         | SC Rheindorf Altach | Bundesliga      | 25         | 2          | —         | —         | 2     | 0     | 27     | 2      |
| 2019/20         | SC Rheindorf Altach | Bundesliga      | 30         | 1          | —         | —         | 3     | 0     | 33     | 1      |
| 2020/21         | SC Rheindorf Altach | Bundesliga      | 30         | 1          | —         | —         | 3     | 0     | 33     | 1      |
| 2021/22         | KV Mechelen         | Eerste klasse A | 27         | 0          | 4         | 0         | 3     | 0     | 34     | 0      |
| 2022/23         | KV Mechelen         | Eerste klasse A | 9          | 0          | 0         | 0         | 1     | 0     | 10     | 0      |
| 2022/23         | Yverdon-Sport FC    | Super League    | 9          | 0          | 0         | 0         | 0     | 0     | 9      | 0      |
| Carrière totaal | Carrière totaal     | Carrière totaal | 144        | 5          | 4         | 0         | 12    | 0     | 160    | 5      |

## Interlandcarrière
Op 6 januari 2016 maakte Gouet zijn interlanddebuut voor Kameroen in een vriendschappelijke interland tegen Rwanda. Diezelfde maand nog nam Gouet met Kameroen deel aan de African Championship of Nations 2016 in Rwanda. Kameroen werd er groepswinnaar, maar sneuvelde in de kwartfinale na verlengingen tegen Ivoorkust. Gouet speelde in alle vier de wedstrijden mee. Zijn zevende cap behaalde hij pas in 2020, toen hij al jaren bij SC Rheindorf Altach speelde.
In 2022 nam hij met Kameroen deel aan de Afrika Cup 2021 in eigen land. In de openingswedstrijd tegen Burkina Faso (2-1-winst) kreeg hij van bondscoach Toni Conceição een basisplaats. In de tweede groepswedstrijd, tegen Ethiopië (4-1-winst), kwam hij niet in actie.
| Interlands van Samuel Gouet        | Interlands van Samuel Gouet   | Interlands van Samuel Gouet   | Interlands van Samuel Gouet   | Interlands van Samuel Gouet          | Interlands van Samuel Gouet   | Interlands van Samuel Gouet   |
| No.                                | Datum                         | Wedstrijd                     | Uitslag                       | Soort Wedstrijd                      | Doelpunten                    |                               |
| Als speler bij APEJES Academy      | Als speler bij APEJES Academy | Als speler bij APEJES Academy | Als speler bij APEJES Academy | Als speler bij APEJES Academy        | Als speler bij APEJES Academy | Als speler bij APEJES Academy |
| ---------------------------------- | ----------------------------- | ----------------------------- | ----------------------------- | ------------------------------------ | ----------------------------- | ----------------------------- |
| 1.                                 | 6 januari 2016                | Rwanda – Kameroen             | 1 – 1                         | Vriendschappelijk                    | -                             |                               |
| 2.                                 | 13 januari 2016               | Oeganda – Kameroen            | 0 – 0                         | Vriendschappelijk                    | -                             |                               |
| 3.                                 | 17 januari 2016               | Angola – Kameroen             | 0 – 1                         | African Championship of Nations 2016 | -                             |                               |
| 4.                                 | 21 januari 2016               | Kameroen – Ethiopië           | 0 – 0                         | African Championship of Nations 2016 | -                             |                               |
| 5.                                 | 25 januari 2016               | Kameroen – Congo-Kinshasa     | 3 – 1                         | African Championship of Nations 2016 | -                             |                               |
| 6.                                 | 30 januari 2016               | Kameroen – Ivoorkust          | 0 – 3                         | African Championship of Nations 2016 | -                             |                               |
| Als speler bij SC Rheindorf Altach |                               |                               |                               |                                      |                               |                               |
| 7.                                 | 9 januari 2020                | Japan – Kameroen              | 0 – 0                         | Vriendschappelijk                    | -                             |                               |
| 8.                                 | 12 november 2020              | Kameroen – Mozambique         | 4 – 1                         | Kwalificatie Afrika Cup 2021         | -                             |                               |
| 9.                                 | 30 maart 2021                 | Kameroen – Rwanda             | 0 – 0                         | Kwalificatie Afrika Cup 2021         | -                             |                               |
| 10.                                | 4 juni 2021                   | Nigeria – Kameroen            | 0 – 1                         | Vriendschappelijk                    | -                             |                               |
| 11.                                | 8 juni 2021                   | Kameroen – Nigeria            | 0 – 0                         | Vriendschappelijk                    | -                             |                               |
| Als speler bij KV Mechelen         |                               |                               |                               |                                      |                               |                               |
| 12.                                | 13 november 2021              | Malawi – Kameroen             | 0 – 4                         | Kwalificatie WK 2022                 | -                             |                               |
| 13.                                | 16 november 2021              | Kameroen – Ivoorkust          | 1 – 0                         | Kwalificatie WK 2022                 | -                             |                               |
| 14.                                | 16 november 2021              | Kameroen – Burkina Faso       | 2 – 1                         | Afrika Cup 2021                      | -                             |                               |
| Totaal                             | Totaal                        | Totaal                        | Totaal                        | Totaal                               | -                             |                               |

Bijgewerkt tot 14 januari 2022

## Trivia
- Gouet schreef zich na zijn middelbare studies in aan de faculteit Wetenschappen van de universiteit van Yaoundé. Na zes maanden besloot hij echter alles op het voetbal te zetten, waarop hij zijn studies stopzette.[5]

1 Ngapandouetnbu ·
2 Ngom Mbekeli ·
3 N'Koulou ·
4 Wooh ·
5 Ondoua ·
6 Ngamaleu ·
7 N'Koudou ·
8 Zambo Anguissa ·
9 Nsame ·
10 Aboubakar  ·
11 Bassogog ·
12 Toko Ekambi ·
13 Choupo-Moting ·
14 Gouet ·
15 Kunde ·
16 Epassy ·
17 Mbaizo ·
18 Hongla ·
19 Fai ·
20 Mbeumo ·
21 Castelletto ·
22 Ntcham ·
23 Onana ·
24 Ebosse ·
25 Tolo ·
26 Souaibou ·
Coach: Song